# MapServer
MapServer ist ein freies Mapserver-Projekt der Open Source Geospatial Foundation (OSGeo), als ehemaliges Projekt der University of Minnesota (UMN) auch bekannt unter dem Namen UMN Mapserver oder UMN MapServer.
Die Software stellt Geodienste gemäß den Spezifikationen des Open Geospatial Consortium (OGC) zur Verfügung, namentlich Web Coverage Service (WCS), Web Feature Service (WFS), Web Map Service (WMS) und Sensor Observation Service (SOS).
MapServer gilt als stabil, schnell und skalierbar und findet eine breite Verwendung.

## Leistungsumfang
Mit MapServer ist es möglich, geographische Daten zu betrachten. Hunderte Datei- und Datenbankformate können verarbeitet werden. Er liefert seine Ausgabe über das Web aus (häufigster Fall) oder über eine Programmierschnittstelle (Mapscript) an eine andere (lokale oder entfernte) Anwendung. Die über den Server abfragbaren Daten können nicht nur aus dessen lokalem Speicher bezogen, sondern auch aus einem verteilten System von anderen Servern zusammengetragen werden.
Entweder rendert er die Daten zu bildlichen Darstellungen (in Rastergraphikformaten wie PNG oder JPEG oder Vektordaten im SVG-Format) und liefert diese über WMS aus oder es werden mit Hilfe des WFS die eigentlichen Merkmale in Geography Markup Language (GML) ausgegeben. Der enthaltene WFS besitzt keine Transactional-Erweiterung (WFS-T), da das Halten einer Datenbankverbindung bei einem CGI-Programm generell nicht möglich ist.
In Verbindung mit einem Client können Anwendungen erstellt werden, mit denen man vorhandene Kartendaten betrachten kann. MapServer kann auch in Verbindung mit einem Desktop-GIS genutzt werden, wobei die einzelnen Dienste als Datengrundlage dienen. Es können auch Bilder für Legenden, Maßstabsleisten, Übersichtskarten und Werte aus Variablen abgefragt werden.

## Technik
Die Software ist in C geschrieben und verwendet die Geospatial Data Abstraction Library (GDAL). MapServer wird meist als CGI-Programm einem HTTP-Server zugeschaltet.
Die Konfigurationsdatei, das Mapfile, definiert die Datenquellen, den Datenzugriff, den Aufbau sowie die Darstellung einer Karte. Pfad und Name eines Mapfiles können dem MapServer über den URL als Vendor-Specific-Parameter „map=“ übergeben werden. Dies ist eine Erweiterung der WMS-Norm. Bei einer Anfrage werden anhand der im URL codierten Parameter aus der Anfrage und den im Mapfile enthaltenen Regeln die nötigen Ausgangsdaten geholt, der Kartenausschnitt erstellt und ausgeliefert. Über die Mapscript-Schnittstelle können die Mapfiles auch dynamisch erstellt und geändert werden. Mapscript wurde mit Hilfe von SWIG realisiert. Auf die Schnittstelle kann mit verschiedenen Sprachen zugegriffen werden (PHP, Python, Ruby, Java, Perl, C#/.Net-Framework).

## Standards
Bei der Entwicklung von MapServer wird der Einhaltung offener Standards großer Wert beigemessen, um die Interoperabilität mit anderen Anwendungen zu ermöglichen. Die Software erfüllt die OGC-Spezifikationen WMS 1.3.0, WFS 1.0., WFS 1.1 und WCS 1.1.

## Geschichte
Die ersten Versionen von MapServer wurden Mitte der 1990er Jahre im Projekt ForNet von der University of Minnesota (UMN) zusammen mit dem Minnesota Department of Natural Resources und der NASA für Unix-ähnliche Betriebssysteme entwickelt. Die erste Veröffentlichung des Produktes erfolgte im Jahr 1994. Danach wurde MapServer vom NASA-finanzierten TerraSIP-Projekt getragen, in dem die University of Minnesota mit einem Konsortium für Bodenordnung und Landentwicklung zusammenarbeitete. 1999 wurde von der UMN der Quelltext offengelegt und MapServer zu den Bedingungen der MIT-Lizenz freigegeben. Noch heute ist der Namensvorsatz „UMN“ gebräuchlich, um das Programm von anderen Mapservern unterscheidbar zu halten, wobei der offizielle Projektname einfach „MapServer“ lautet.
Das Projekt MapServer steht in engem Zusammenhang mit der Entstehung der OSGeo, welche die Entwicklung von MapServer heute betreut.

## UMN MapServer Anwenderkonferenz
Die ersten deutschsprachigen Anwenderkonferenzen der OSGeo fanden 2003 bis 2005 unter dem Namen „UMN MapServer Anwenderkonferenz“ statt.
| Name                                 | Datum                | Ort      | Besucher |
| ------------------------------------ | -------------------- | -------- | -------- |
| Anwendertreffen                      | 24. Juni 2003        | Berlin   | 20       |
| UMN MapServer Anwenderkonferenz 2003 | 30. September 2003   | Bonn     | 90       |
| UMN MapServer Anwenderkonferenz 2004 | 14. September 2004   | Hannover | 180      |
| UMN MapServer Anwenderkonferenz 2005 | 8.–9. September 2005 | Hannover | 200      |

Auf den Konferenzen wurde nicht nur über den UMN MapServer gesprochen, sondern auch über andere freie GIS-Projekte, weshalb ab 2006 die Umbenennung in „FOSSGIS-Konferenz“ erfolgte.

### MapServer
- Offizielle Website (teilweise englisch)
- MapServer auf GitHub
- MapServer InfoSheet bei OSGeo (englisch)
- FreeGIS-Zusammenfassung für UMN MapServer
- deutschsprachige Mailingliste von MapServer
- MapServer im GISWiki
- Jens Schumacher: Kartenmacher. Geodatendienste mit dem UMN-Mapserver effizient verwalten. iX, Ausgabe 10/2008, Oktober 2008, S. 154, abgerufen am 16. Dezember 2010.

### FOSSGIS
- Website der FOSSGIS-Konferenz
- GISLive – freie GIS-Software und Geodaten auf DVD von FOSSGIS e. V.